# Intel 4040
Микропроцесорът Intel 4040 е наследник на Intel 4004. Представен е през 1974 г. и при него са добавени 14 нови инструкции, по-голям стек, 8К оперативна памет, 8 допълнителни регистъра и възможност за извикване на прекъсване.